# Нигерска жирафа
Нигерска или западноафричка жирафа (лат. Giraffa camelopardalis peralta) је једна од 9 подврста жирафе. Има светлије мрље у односу на друге подврсте. Некад је насељавала Сахел у Западној Африци, од Сенегала до Камеруна. Данас се мали број ових жирафа одржао само на југозападу Нигера, у долини реке Нигер. Године 2007. је процењено да је остало 175 јединки нигерске жирафе.